# Хелловін 2 (фільм, 2009)
«Геловін 2» (англ. Halloween II) — американський фільм жахів 2009 року, продовження фільму «Геловін».

## Сюжет
Лорі Строуд та доктор Сем Луміс виживають після бійні, яку влаштував маніяк на ім'я Майкл Майєрс. Нібито мертвого Майкла відвозять в морг, але по дорозі він приходить до тями і тікає. Лорі і Майклу доведеться ще раз зустрітися в госпіталі. Маніяк збирається вбити дівчину. Для цього йому доведеться позбавити життя величезну кількість людей. Дивом Лорі вдається уникнути смерті. Але Майкл все одно не відстане від неї і продовжить полювання на беззахисну дівчину.

## У ролях
| Актор                | Роль                 |
| -------------------- | -------------------- |
| Скаут Тейлор-Комптон | Лорі Строуд          |
| Тайлер Мейн          | Майкл Маєрс          |
| Малкольм Макдавелл   | доктор Семюель Луміс |
| Бред Дуріф           | шериф Лі Брекетт     |
| Шері Мун Зомбі       | Дебора Маєрс         |
| Чейз Ванек           | молодий Майкл        |
| Даніель Гарріс       | Енні Брекетт         |
| Брі Ґрант            | Міа Роквелл          |
| Керолін Вільямс      | доктор Мапел         |
| Октавія Спенсер      | медсестра Деніелс    |
| Дейтон Каллі         | коронер              |
| Річард Брейк         | Гері Скотт           |
| Річард Рілі          | Бадді, сторож        |
| Марго Кіддер         | Барбара Кольєр       |
| Мері Бердсонґ        | Ненсі Макдональд     |
| Говард Гессеман      | дядя Міт             |
| Анджела Трімбер      | Гарлі Девід          |
| Дайан Голднер        | Джейн Сальвадор      |
| Адам Бойєр           | Брюс Кебот           |
| Дуейн Вітакер        | Шерман Бенні         |
|                      | Ґреґ Тревіс Ніл      |